# Miles Brown
Miles Brown (Estados Unidos, 28 de dezembro de 2004), também conhecido como Baby Boongaloo, é um ator e dançarino norte-americano.